# Đài Truyền hình Quốc gia Indonesia
TVRI (Televisi Republik Indonesia, Television of the Republic of Indonesia, Đài truyền hình Cộng hòa Indonesia), Lembaga Penyiaran Publik (LPP) là một đài truyền hình thuộc sở hữu nhà nước và là đơn vị truyền hình lâu đời nhất tại Indonesia. Trụ sở chính tại Gelora, Jakarta. TVRI độc quyền phát sóng truyền hình ở Indonesia cho đến ngày 24 tháng 8 năm 1989, khi đài truyền hình thương mại đầu tiên RCTI lên sóng. Bên cạnh việc phát thanh, TVRI đã được chuyển đổi thành đài truyền hình vào ngày 18 tháng 3 năm 2005, trở thành đài truyền hình phát sóng đầu tiên ở nước này. Một Đạo luật mới (Undang-Undang Penyiaran) hiện đang được thực hiện sẽ hợp nhất TVRI với tổ chức phát thanh RRI để trở thành RTRI (Đài phát thanh và Truyền hình quốc gia Indonesia).

## Lịch sử
Ý tưởng ban đầu để thành lập một đài truyền hình ở Indonesia được đưa ra bởi Bộ trưởng Thông tin Indonesia - Maladi năm 1952, nhưng ý tưởng đã thất bại vì được cho là quá tốn chi phí.
TVRI được thành lập dựa trên Nghị định của Bộ trưởng Bộ Thông tin Cộng hòa Indonesia số 20 / SK / VII / 61, sau đó trở thành một phần của Cục Phát thanh và Truyền hình thuộc Ban tổ chức Đại hội Thể thao châu Á IV 1962. TVRI đã phát sóng thử nghiệm lần đầu tiên vào lễ kỷ niệm Ngày quốc khánh từ Cung điện Merdeka vào ngày 17 tháng 8 năm 1962. Với sự hiện diện của TVRI, Indonesia trở thành quốc gia thứ tư ở châu Á có đài truyền hình, sau Nhật Bản, Philippines và Thái Lan.

## Kênh
TVRI có 29 đài khu vực và 4.884 nhân viên (tính đến năm 2016). Ước tính 2.000 người trong số họ làm việc ở trụ sở tại Jakarta. Chủ yếu phát tin túc và nội dung giáo dục, cũng như giải trí từ 04:00 sáng đến 01:30 sáng ngày hôm sau, ngoại trừ trong tháng Ramadan và đêm giao thừa họ phát sóng suốt đêm.
Cùng với hệ thống truyền hình kỹ thuật số của chính phủ, TVRI cũng có 4 kênh, hiện đang được phát trên nền tảng DVB-T:
- TVRI (TVRI Nasional, phân biệt với TVRI channels), một kênh có phạm vi phủ sóng toàn quốc và hiện được kết nối với các đài truyền hình TVRI khu vực tương tự
- TVRI Kanal 2 (TVRI Programa 2)
- TVRI Kanal 3 (TVRI 3), kênh văn hóa
- TVRI Sport HD (fTVRI 4), kênh thể thao.

## Logos

1962–1978 (Corporate)
24 tháng 8 năm 1962; 62 năm trước
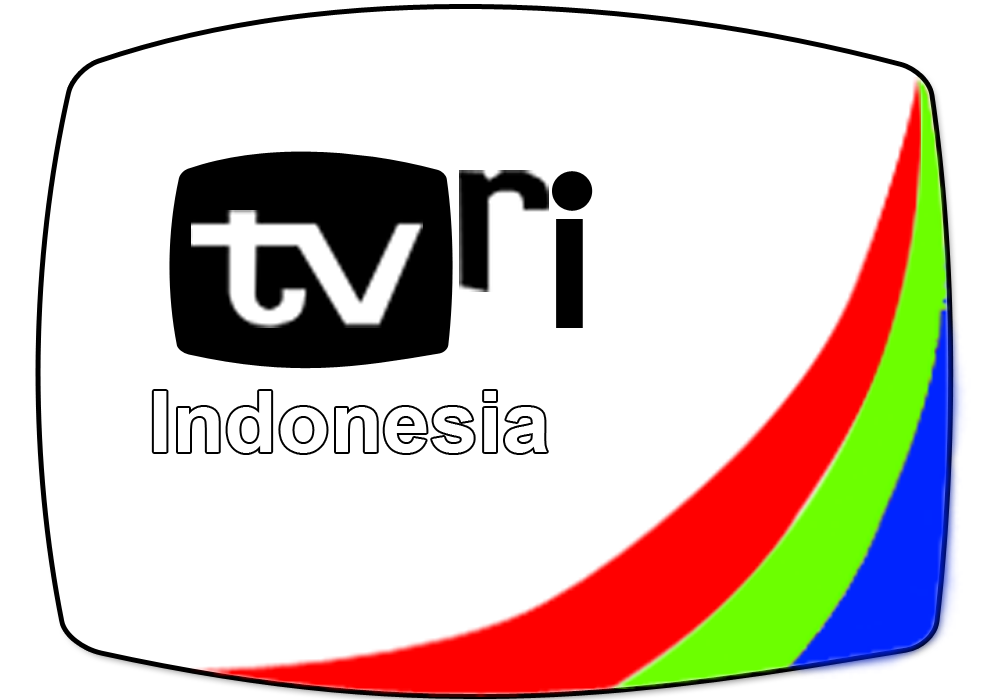
1978–1982
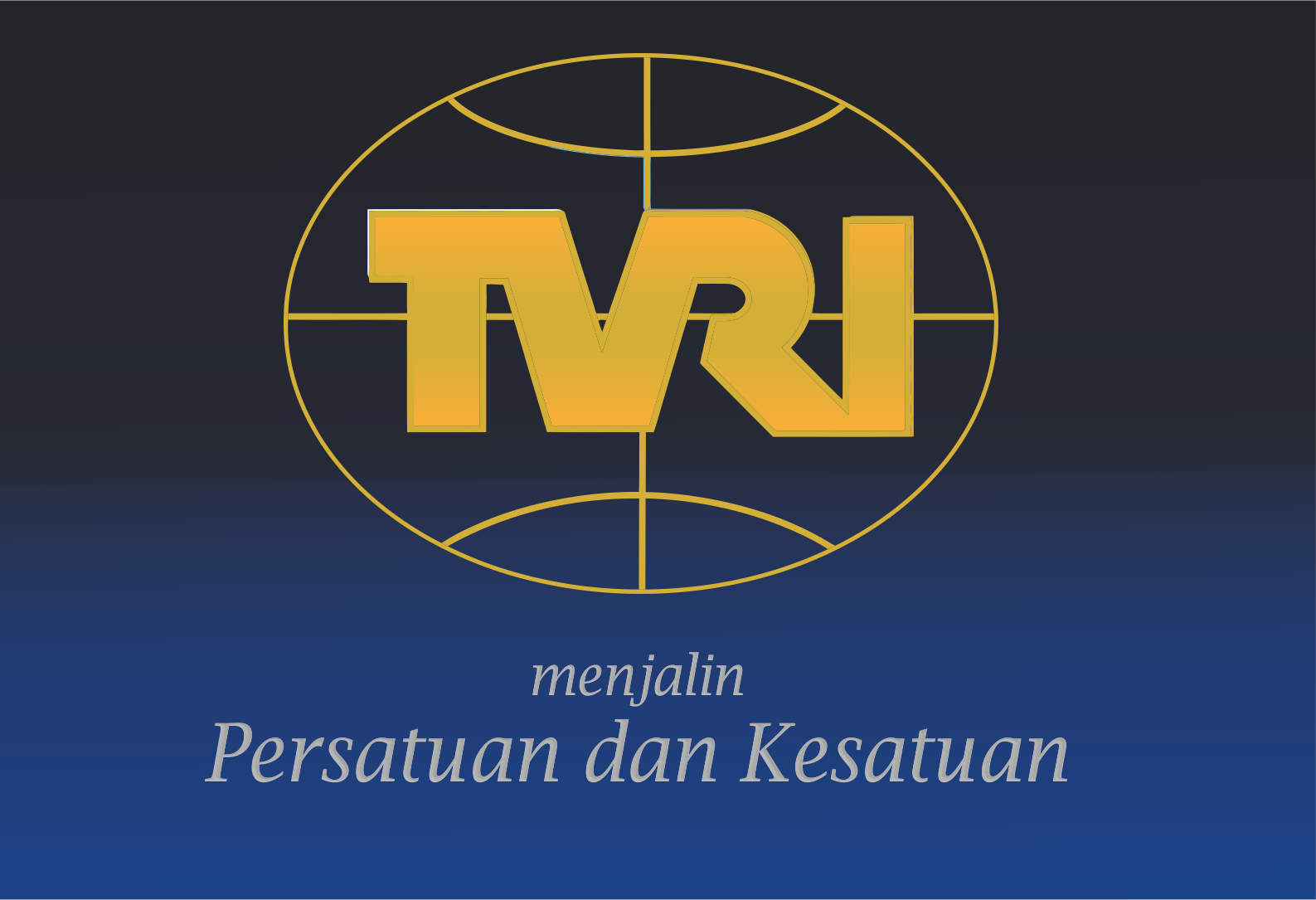
1990–1998 (Identity)
1991–1995 (On-air)
2003–2007
2007–2019
2019–nay
2019–nay (On-air bug)